# Enzo Marcelli
Enzo Marcelli (Roma, 1973) è un attore, comico e personaggio televisivo italiano.

## Biografia
Nato a Roma nel 1973, A partire dagli inizi degli anni '90, ha partecipato a numerose produzioni teatrali e cinematografiche, collaborando anche con Gigi Proietti e Enrico Brignano. 
Nel settore cinematografico, Marcelli ha recitato in film come La meglio gioventù (2003), La bomba (1999) e Mery per sempre (1989). Ha anche partecipato a film TV come Villa Ada (1999) di Pier Francesco Pingitore e a numerose serie TV, tra cui Suonare Stella, Disperatamente Giulia, Don Matteo 8, Carabinieri, Valeria medico legale e Un medico in famiglia.
È conosciuto dal grande pubblico grazie al suo ruolo di bidello nel docu-reality Il Collegio andato in onda su Rai 2.

## Filmografia

### Cinema
- State Buoni Se Potete, regia di Luigi Magni (1983)
- Momo, regia di Johannes Schaaf (1985)
- Terno Secco, regia di Giancarlo Giannini (1987)
- Missione Eroica – I Pompieri 2, regia di Giorgio Capitani (1987)
- Mery per Sempre, regia di Marco Risi (1989)
- Crack, regia di Giulio Base (1991)
- Teste Rasate, regia di Claudio Fragasso (1993)
- Le Donne Non Vogliono Più, regia di Pino Quartullo (1993)
- Colpo di Sole, regia di Claudio Fragasso (1994)
- Oasi, regia di Cristiano Bortone (1994)
- Le Buttane, regia di Aurelio Grimaldi (1994)
- Pasolini – Un Delitto Italiano, regia di Marco Tullio Giordana (1995)
- Intollerance, regia di Marco Puccioni (1996)
- La Classe non è Acqua, regia di Cecilia Calvi (1997)
- Onorevoli Detenuti, regia di Giancarlo Planta (1997)
- La Bomba, regia di Giulio Base (1998)
- Tifosi, regia di Neri Parenti (1999)
- Bimba, regia di Sabina Guzzanti (2002)
- La Meglio Gioventù, regia di Marco Tullio Giordana (2003)
- Le Rose nel Deserto, regia di Mario Monicelli (2006)
- Cartoline da Roma, regia di Giulio Base (2009)
- Uno, Anzi Due, regia di Francesco Pavolini (2015)
- La Coppia dei Campioni, regia di Giulio Base (2016)
- Sole Cuore Amore, regia di Daniele Vicari (2016)
- Burraco Fatale, regia di Giuliana Gamba (2020)

### Televisione
- Disperatamente Giulia, regia di Enrico Maria Salerno (1987)
- Ellepi, regia di Massimo Ghini (1988)
- La Ciociara, regia di Dino Risi (1989)
- Giornalisti, regia di Giulio Manfredonia (2000)
- Un Medico in Famiglia, regia di Riccardo Donna (1998)
- Valeria Medico Legale, regia di Elvio Porta (2002)
- Non Ho l’Età, regia di Giulio Base (2001)
- Don Matteo 4, regia di Giulio Base (2004)
- Don Matteo 5, regia di Elisabetta Marchetti (2006)
- Suonare Stella, regia di Giuseppe Nicotera (2006)
- Carabinieri 6, regia di Sergio Martino (2007)
- Don Matteo 7, regia di Lodovico Gasparini (2009)
- La Famiglia Gambardella, regia di Claudio Norza (2010)
- Caffetteria di Carlo, regia di Claudio Strigliani (2012)
- Il Collegio – reality, bidello (2020-2023)
- Avetrana – Qui non è Hollywood, regia di Pippo Mezzapesa (2023)

## Teatro
- Scanzonatissima, regia di Renato Tognini (1991)
- Siamo Tutti Matti, regia di Giuseppe Chiari (1993)
- Panico, regia di Pietro De Silva (1995)
- Strada, regia di Gabriele Rifilato (1996)
- Senza Piombo, regia di Enrico Brignano (1998)
- Cuor di Leone, regia di Francesco Bonomo (1999)
- Sta in Campana ce il Giubileo, regia di Shirinne Sabet (2000)
- I Nuovi Tragici, regia di Pietro De Silva (2000)
- Alle Falde del Kamasutra, regia di Salvatore Di Mattia (2000)
- El Conquistador, regia di Giannalberto Purpi (2001)
- Unico Grande Amore, regia di Walter Croce (2004)
- Romani, regia di Chiara Pavoni (2005)
- Tutti Giù per Terra, regia di Chiara Pavoni (2018)